# Яндобова

Яндобова — река в России, протекает в Кирилловском районе Вологодской области. Устье реки находится в 34 км по правому берегу реки Иткла. Длина реки составляет 12 км.
Исток Яндобовы находится в лесах в 2 км к юго-западу от посёлка Новостройка. Течёт на юго-восток по лесной, ненаселённой местности. Впадает в Итклу выше нежилого посёлка Иткла.

## Данные водного реестра
По данным государственного водного реестра России относится к Двинско-Печорскому бассейновому округу, водохозяйственный участок реки — озеро Кубенское и реки Сухона от истока до Кубенского гидроузла, речной подбассейн реки — Сухона. Речной бассейн реки — Северная Двина.
По данным геоинформационной системы водохозяйственного районирования территории РФ, подготовленной Федеральным агентством водных ресурсов:
- Код водного объекта в государственном водном реестре — 03020100112103000005115
- Код по гидрологической изученности (ГИ) — 103000511
- Код бассейна — 03.02.01.001
- Номер тома по ГИ — 03
- Выпуск по ГИ — 0